# 안동 풍산김씨 영감댁
안동 풍산김씨 영감댁(安東 豊山金氏 令監宅)은 경상북도 안동시 풍산읍 오미리에 있는 조선 후기 양반집이다. 1982년 12월 1일 경상북도의 민속문화재 제39호로 지정되었다.

## 개요
조선 영조 35년(1759) 김상목 선생이 ㄱ자형 안채 8칸을 세웠고 순조 26년(1826) 김중우 선생이 ㄴ자형 건물을 늘려 지은 조선 후기 양반집이다. 영감댁이라는 명칭은 김중우 선생의 아들인 낙애 김두흠 선생이 통정대부 동부승지 벼슬을 지낸데서 유래한 것이라고 한다.
사랑채는 비교적 큰 주춧돌을 놓고 일부분 둥근 기둥을 사용하여 양반집의 격식을 갖추고 있다. 사랑채 마루에 ‘학남유거’라고 쓴 현판이 달려 있다.
조선 후기 사대부 생활의 흔적을 엿볼 수 있는 자료가 되고 있다.

### 세부 내역
| 번호   | 사진 | 명칭                | 소재지                        | 관리자 (단체) | 지정일               | 참조 |
| 39-1호 |      | 대문간채 (대문간채) | 경북 안동시 풍산읍 오미리 242 | 김직현        | 1982년 12월 1일 지정 |      |
| 39-2호 |      | 안채 (안채)         | 경북 안동시 풍산읍 오미리 242 | 김직현        | 1982년 12월 1일 지정 |      |
| 39-3호 |      | 사랑채 (사랑채)     | 경북 안동시 풍산읍 오미리 242 | 김직현        | 1982년 12월 1일 지정 |      |
| 39-4호 |      | 고방채1 (고방채1)   | 경북 안동시 풍산읍 오미리 242 | 김직현        | 1982년 12월 1일 지정 |      |
| 39-5호 |      | 고방채2 (고방채2)   | 경북 안동시 풍산읍 오미리 242 | 김직현        | 1982년 12월 1일 지정 |      |

## 같이 보기
- 안동 허백당 (중요민속문화재 제284호)

## 참고 자료
- 안동풍산김씨영감댁 - 국가유산청 국가유산포털